# GC-состав
GC-состав (гуанин-цитозиновый состав, ГЦ-состав) — доля гуанина (G) и цитозина (C) среди всех остатков нуклеотидов рассматриваемой нуклеотидной последовательности. GC-состав может быть определён как для фрагмента молекулы ДНК или РНК, так и для всей молекулы или даже всего генома.
Пара GC соединена тремя водородными связями, тогда как пара AT (аденин — тимин) — двумя. Поэтому ДНК с высоким содержанием GC более устойчива к денатурации в растворе, чем ДНК с низким. Кроме водородных связей, на стабильность вторичной структуры ДНК и РНК влияют гидрофобные или стэкинг-взаимодействия между соседними нуклеотидами, не зависящие от последовательности оснований нуклеиновых кислот.
При проведении ПЦР GC-состав праймера используется для предсказания температуры плавления этого праймера и температуры отжига. Высокий GC-состав праймера позволяет использовать его при высоких температурах отжига.

## Вычисление GC-состава
GC-состав обычно представляется в процентном отношении (доля G+C или доля GC) для одной из цепи ДНК или РНК. Процентный GC-состав вычисляется как

{\displaystyle GC\%={\cfrac {G+C}{L}}\times \ 100}

где {\displaystyle G+C} — суммарное количество гуанинов и цитозинов, а {\displaystyle L} — длина цепи ДНК или РНК в нуклеотидах:
{\displaystyle L=A+T+G+C}.

{\displaystyle G+C} можно также представить в виде вырожденного кода как {\displaystyle S}, тогда

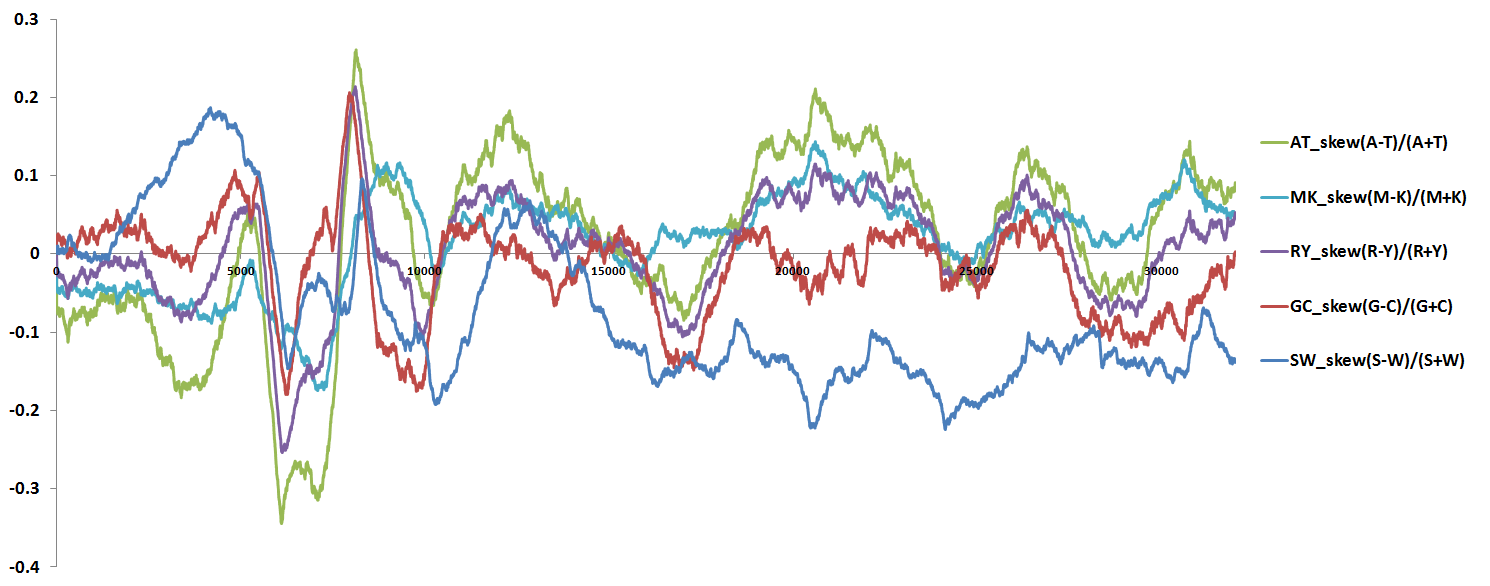
Сравнения смещений в нуклеотидном составе для рамки в 2000 нуклеотидов.

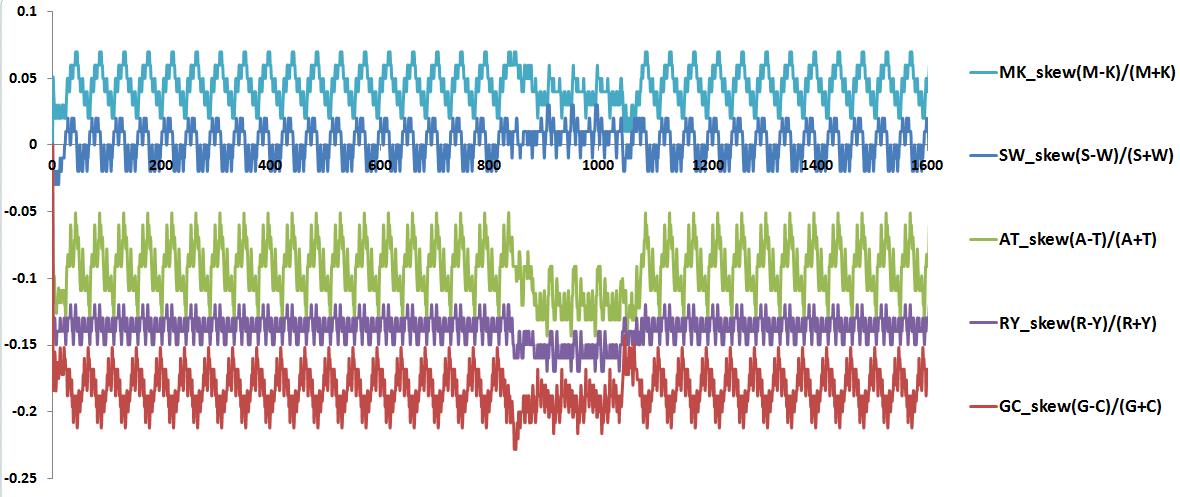
Сравнения смещений в нуклеотидном составе для рамки в 100 нуклеотидов.

{\displaystyle GC\%={\cfrac {S}{L}}\times \ 100}

### Вычисление смещений в нуклеотидном составе
GC-состав является частным случаем отклонений[прояснить] (англ. skew) в нуклеотидной последовательности тех или иных нуклеотидных оснований или групп оснований.
Например, отклонение по отношению пуринов (суммы всех гуанинов и аденинов) к длине цепи ДНК или РНК в нуклеотидах (доля G+A или доля GA) можно вычислить в процентном отношении :
{\displaystyle GA\%={\cfrac {G+A}{L}}\times \ 100}

где {\displaystyle G+A} — суммарное количество гуанинов и аденинов, а {\displaystyle L} — длина цепи ДНК или РНК в нуклеотидах:
{\displaystyle L=A+T+G+C}.

{\displaystyle G+A} можно также представить в виде вырожденного кода как {\displaystyle R}, тогда

{\displaystyle GA\%={\cfrac {R}{L}}\times \ 100}
Аналогично, для пиримидинов (цитозина и  тимина):
{\displaystyle CT\%={\cfrac {C+T}{L}}\times \ 100={\cfrac {Y}{L}}\times \ 100}
где {\displaystyle C+T} есть сумма всех цитозинов и  тиминов, тогда как {\displaystyle L} есть длина цепи ДНК или РНК в нуклеотидах.
- Отклонение по отношению суммы всех гуанинов к сумме всех цитозинов или наоборот (сдвиг по отношению суммы всех цитозинов к сумме всех гуанинов):
{\displaystyle GCskew={\cfrac {G-C}{G+C}}}
Данная величина — GC skew — может быть положительной (если количество гуанина выше количества цитозина), отрицательной (в противном случае) или равна 0 (когда количество гуанина и цитозина одинаково).
- Аналогично можно вычислить отклонение по отношению суммы всех аденинов к тиминам или наоборот (суммы всех тиминов к аденинам):
{\displaystyle ATskew={\cfrac {A-T}{A+T}}}
Данная величина — AT skew — будет положительным, если количество аденина выше количества тимина, отрицательным в противном случае, или равна 0, когда суммы аденинов A и тимина T равны.
- Вычислить отклонение по отношению суммы всех гуанинов и всех цитозинов, по отношению к сумме всех аденинов и тиминам или наоборот (аденинов и тиминов по отношению к сумме всех гуанинов и цитозинов):
{\displaystyle SWskew={\cfrac {S-W}{L}}}
где {\displaystyle S} есть сумма всех гуанинов и цитозинов, тогда как {\displaystyle W} есть сумма всех аденинов и тиминов.
- Вычисление общего отклонения всех пуринов к пиримидинам или наоборот (всех пиримидинов ко всем пуринам), в цепи ДНК:
{\displaystyle RYskew={\cfrac {R-Y}{L}}}
где {\displaystyle R} есть сумма всех гуанинов и аденинов, тогда как {\displaystyle Y} есть сумма всех цитозинов и тиминов.
- Вычислить отклонение по отношению суммы всех цитозинов и всех аденинов, по отношению к сумме всех гуанинов и тиминов или наоборот (гуанинов и тиминов по отношению к сумме всех цитозинов и аденинов):
{\displaystyle MKskew={\cfrac {M-K}{L}}}
где {\displaystyle M} есть сумма всех цитозинов и аденинов, тогда как {\displaystyle K} есть сумма всех гуанинов и тиминов.